# Caçapava
Caçapava es un municipio brasileño del estado de São Paulo, siendo una de las ocho ciudades que integran la Región Geográfica Inmediata de São José dos Campos. Se localiza a 23°06'03 de latitud sur y 45°42'25 de longitud oeste a una altitud de 560 metros. La población de Caçapava, estimada por el IGBE para 1 de julio del 2021, era de 95,752 habitantes, ocupando un área de 368.99 kilómetros cuadrados.